# Pókerarcok
A Pókerarcok (eredeti cím: Rounders)  1998-ban bemutatott thriller John Dahl rendezésében, mely a póker világáról, a nagy tétekben játszott pókerről szól. Főszereplők Matt Damon és Edward Norton. A film angol címe, a Rounders olyan személyeket jelent, akik kártyajátékból szerzett pénzen tartják fent magukat.
A Texas hold 'em és más pókerjátékok népszerűség-növekedésével a Pókerarcok kultikus filmmé vált. Ez nagyrészt annak köszönhető, hogy a filmben látható kártyajelenetek, illetve szóhasználat meglehetősen közel áll a valóságoshoz.

## Cselekménye
A film elején Mike (Matt Damon), beleunva a mindennapi robotba, leül a helyi alvilág egyik prominens képviselőjével, Teddy KGB-vel (John Malkovich), hogy végre nagyobb nyereményt zsebeljen be. Ez azonban nem sikerül, Mike elveszít 30 000 dollárt, későbbi jogi tanulmányaira félretett összes pénzét, ezért barátnője, Jo (Gretchen Mol) hatására felhagy a pókerrel, és barátja Joey Knish (John Turturro) segítségével éjszakai sofőrnek áll. Saját magának fogadalmat tesz, hogy soha többet nem fog kártyázni.
A szürke hétköznapok azonban hamar véget érnek, amikor Mike gyermekkori barátja, Lester (Edward Norton) szabadlábra kerül, és szinte azonnal ráveszi Mike-ot, hogy segítsen neki kiegyenlíteni a régmúltból magával hozott jelentős kártyaadósságot. A két fiatal egyre veszélyesebb helyzetekbe keveredik, s végül nem csak Mike magánélete, egzisztenciája, de mindkettőjük élete lesz a tét.

## Szereplők
| Színész            | Szerep                | Magyar szinkronhang    | Magyar szinkronhang    |
| Színész            | Szerep                | - 1. változat - (1999) | - 2. változat - (2013) |
| ------------------ | --------------------- | ---------------------- | ---------------------- |
| Matt Damon         | Mike McDermott        | Stohl András           | Stohl András           |
| Edward Norton      | Lester 'Féreg' Murphy | Forgács Péter          | Kaszás Gergő           |
| John Turturro      | Joey Knish            | Fazekas István         | Fazekas István         |
| John Malkovich     | Teddy 'KGB'           | Barbinek Péter         | Barbinek Péter         |
| Famke Janssen      | Petra                 | Juhász Judit           | Pikali Gerda           |
| Murphy Guyer       | Detweiler őrmester    |                        |                        |
| Michael Rispoli    | Grama                 | Sörös Sándor           | Scherer Péter          |
| Martin Landau      | Abe Petrovsky bíró    | Gruber Hugó            | Szokolay Ottó          |
| Gretchen Mol       | Jo                    | Roatis Andrea          | Roatis Andrea          |
| Melina Kanakaredes | Barbara               | Kiss Virág Magdolna    | Ősi Ildikó             |

## Díjak, jelölések
- Southeastern-i Film Kritikusok Szövetségének Díja (1999)
  - díj: legjobb színész – Edward Norton
- Velencei Filmfesztivál (1999)
  - jelölés: Arany Oroszlán – John Dahl